# Gongzhufen
Gongzhufen (in cinese: 公主坟站S, Gōngzhǔfén zhànP) è una stazione della linea 1 e della linea 10 della metropolitana di Pechino.

## Storia

### Linea 1
Il 15 gennaio 1965, il Comando militare di Pechino, il Comitato Municipale del Partito comunista cinese di Pechino e il Ministero delle Ferrovie presentarono un rapporto speciale sulla pianificazione a breve termine della costruzione della metropolitana di Pechino. Il 1º luglio successivo si tenne la cerimonia di inaugurazione della prima fase dei lavori a ovest di Yuquanlu. Inizialmente, la costruzione della metropolitana era motivata soprattutto da esigenze strategico-militari, con l'obiettivo di collegare le basi dell'esercito di Xishan alla stazione ferroviaria di Pechino.
Il 1º ottobre 1969 la tratta tra la stazione 53 (anche nota come stazione di Wusan o Gaojing) e la stazione ferroviaria di Pechino venne completata e resa operativa, sebbene inizialmente non fruibile dal pubblico.
Il 15 gennaio 1971 aprì al pubblico la prima fase della metropolitana di Pechino, nella tratta tra la stazione di Gongzhufen e la stazione ferroviaria di Pechino centrale (oggi parte della linea 2). Poiché il progetto era originariamente pensato come infrastruttura strategica militare, inizialmente l’accesso era limitato ai passeggeri con biglietti venduti internamente e a lavoratori pubblici con lettere credenziali emanate dalle loro unità lavorative. Solamente il 27 dicembre 1972 venne eliminato l'obbligo di presentare una lettera credenziale per l'acquisto di un biglietto e, di fatto, venne concesso il libero accesso a tutti i passeggeri.

### Linea 10
La stazione della linea 10 di Gongzhufen è entrata in funzione il 30 dicembre 2012, in concomitanza con l'inaugurazione della sezione iniziale della fase 2 della linea metropolitana.

## Origine del nome
La stazione Gongzhufen si trova all'interno dell'area verde dell'isola centrale sotto il ponte Xinxing. Qui, in passato, erano sepolte due principesse della dinastia Qing, figlie dell'imperatore Jiaqing. Il nome della stazione deriva dal toponimo locale Gongzhufen, che significa letteralmente tomba della principessa. Durante la costruzione della metropolitana nel 1965, le tombe furono trasferite altrove, ma il nome della stazione è rimasto in uso.

## Posizione
La stazione di Gongzhufen è stata costruita all'incrocio tra Fuxing Road e la sezione centrale del versante occidentale del terzo anello autostradale di Pechino, nel quartiere di Yangfangdian, afferente al distretto di Haidian. La struttura della stazione della linea 1 si sviluppa lungo Fuxing Road, disposta perpendicolarmente rispetto al terzo anello, mentre quella della linea 10 è stata realizzata al di sotto di quella della linea 1 e si snoda in posizione perpendicolare a Fuxing Road.

## Struttura e impianti
La stazione di Gongzhufen è organizzata in quattro piani, uno sul livello stradale e tre sotterranei. Il piano superficiale ha esclusivamente la funzione di accesso alla stazione, mentre al primo piano interrato è stato costruito l'atrio con le biglietterie automatiche e il punto informazioni. Il secondo piano interrato è dedicato alle banchine dei treni della linea 1, organizzate secondo una struttura a isola, mentre al terzo piano interrato sono state costruite le banchine della linea 10. La stazione della linea 10 è stata progettata con banchine laterali per evitare i pilastri del cavalcavia sovrastante. La linea 10, inoltre, passa sotto la stazione esistente della linea 1, formando con essa un incrocio approssimativamente a forma di doppia "T".
Inizialmente, la stazione di Gongzhufen disponeva solo delle due hall situate alle estremità della stazione della linea 1. Con l'apertura della stazione della linea 10 sono stati aggiunti quattro atrii di interscambio al primo piano sotterraneo e due piattaforme di transito (nord e sud) al secondo piano sotterraneo. Le due linee sono collegate attraverso i quattro atrii di interscambio costruiti agli angoli della stazione, condividendo le nuove biglietterie e gli ingressi.
La stazione dispone di 4 ingressi, indicati con le lettere A, B, C e D.

## Servizi
La stazione dispone di:
- Accessibilità per portatori di handicap (solo ingressi A e D)
- Emettitrice automatica biglietti
- Ascensori (solo uscite A e D)
- Scale mobili
- Servizi igienici
- Sportello automatico
- Stazione video sorvegliata
- Ufficio polizia

### Orari

#### Linea 1
Il primo treno lascia la stazione di Gongzhufen in direzione Universal Resort tutti i giorni alle 5:13, mentre l'ultimo che effettua tutta la tratta parte alle 23:07. Alcuni treni effettuano solo una parte della tratta della linea 1 − Batong, fermando alla stazione di Sihuidong, con l'ultimo treno che effettua servizio alle 23:49.
In direzione opposta, verso Gucheng, il primo treno effettua servizio alle 5:17 mentre l'ultimo alle 00:04.

#### Linea 10
In quanto linea circolare, la linea 10 dispone di due percorsi concentrici che operano come segue:
- L'anello interno, da Bagou direzione Guomao, Songjiazhuang e Chedaogou, con tratte ridotte che terminano a Bagou o Chengshousi.
- L'anello esterno, da Bagou direzione Chedaogou, Songjiazhuang e Guomao, con tratte ridotte che terminano a Chedaogou.

Il percorso interno parte tutti i giorni da Gongzhufen alle 5:41 mentre l'ultimo treno che esegue il percorso completo è alle 22:16. Riguardo alle tratte ridotte, l'ultimo treno con destinazione finale Bagou è previsto a 00:01 mentre quello con termine a Chengshousi alle 22:40.
Il percorso esterno completo, invece, è attivo dalle 5:03 alle 21:03. L'ultima corsa ridotta in direzione Chedaogou lascia la stazione di Gongzhufen alle 22:48.

## Interscambi
- Fermata autobus